# Кампора
Кампора (итал. Campora) — коммуна в Италии, располагается в регионе Кампания, в провинции Салерно.
Население составляет 563 человека (2008 г.), плотность населения составляет 19 чел./км². Занимает площадь 29 км². Почтовый индекс — 84040. Телефонный код — 0974.
Покровителем коммуны почитается святитель Николай Мирликийский, празднование 6 декабря.

## Демография
Динамика населения:

## Администрация коммуны
- Официальный сайт: http://www.comune.campora.sa.it/ Архивная копия от 13 февраля 2010 на Wayback Machine